# Фердинанд Гроссман
Фердинанд Гроссман (нім. Ferdinand Großmann; 4 липня 1887, Тульн-на-Дунаї — 5 грудня 1970, Відень) — австрійський хоровий диригент і музичний педагог. Батько Агнес Гроссман.
Навчався в Лінці в Августа Геллеріга, потім у Відні займався в диригентському класі Фелікса Вайнгартнера. У 1923 році він був серед засновників Віденської народної консерваторії, надалі був її музичним керівником. У 1931–1940 рр. очолював хор Віденської державної опери, в 1939 року взяв керівництво Віденським хором хлопчиків, діяльність якого до кінця Другої світової війни була припинена. У 1946 році організував камерний хор Віденської академії музики, а в 1956–1963 керував Віденським хором. На думку американського хорового диригента Джорджа Брегга, Гроссман був видатним педагогом, метод викладання якого був заснований на фактах і проникливих спостереженнях, а не на неочевидних і далеких від здорового глузду теоріях.
Іменем Гроссмана в 1982 році була названа вулиця у Відні (нім. Grossmannstraße).